# Svjatoslav Podgajevskij
Svjatoslav Podgajevskij (russisk: Святослав Юрьевич Подгаевский) (født 8. februar 1983 i Moskva i Sovjetunionen) er en russisk filminstruktør og manuskriptforfatter.

## Filmografi
- Jaga. Kosjmar tjomnogo lesa (Яга. Кошмар тёмного леса, 2020)[1][2]